# Radio Rebelde
Radio Rebelde é uma estação de rádio cubana de língua espanhola. Transmite 24 horas por dia na frequência de ondas Hertz, com uma programação variada de sucessos musicais nacionais e internacionais da atualidade, noticiários e eventos desportivos ao vivo. A estação foi fundada em 1958 por Che Guevara na região de Sierra Maestra, no leste de Cuba, e foi projetada para transmitir os objetivos do Movimento 26 de Julho liderado por Fidel Castro. Transmitindo em ondas curtas, a Rádio Rebelde também transmitiu as últimas notícias de combate, música e literatura falada ao povo de Cuba durante a Revolução Cubana. Hoje, a Radio Rebelde tem 44 transmissores no dial FM cobrindo 98 por cento da ilha de Cuba, além de um sinal de ondas curtas na banda de 60 metros a 5.025 MHz (5025 kHz) e vários transmissores AM em várias frequências, mais comumente 530, 540, 550, 560, 600, 610, 620, 670, 710 e 770 kHz.

## História
As transmissões de rádio foram iniciadas em fevereiro de 1958 pela ala de mídia do exército rebelde, sob a supervisão de Guevara. Guevara teria ficado impressionado com o poder do rádio depois de experimentar em primeira mão o papel de uma estação de rádio clandestina da CIA, La Voz de la Liberación, na derrubada do governo de Jacobo Arbenz na Guatemala. Um gerador elétrico e o primeiro equipamento de rádio haviam chegado a Pata de la Mesa, posto de comando de Guevara, onde os rebeldes deveriam instalar a estação clandestina e começar a transmitir.
Os primeiros esforços de transmissão foram conduzidos por Luis Orlando Rodríguez, que mais tarde se tornou Ministro do Interior. A primeira transmissão começou com o anúncio: “Aquí Radio Rebelde, a voz da Sierra Maestra, transmitindo para toda Cuba na faixa de 20 metros às 17h e 21h diariamente ... Sou o diretor da estação Cap. Luis Orlando Rodríguez."
Posteriormente, Carlos Franqui chegou de Miami, nos Estados Unidos, para se tornar o diretor geral de informação do movimento. Logo, com a intensificação da luta, Franqui e o transmissor se mudaram para o posto de comando de Fidel Castro em La Plata, Cuba.
As transmissões se tornaram uma fonte vital de comunicação devido ao aumento das restrições do governo à imprensa cubana. Um novo transmissor reforçado em La Plata conduziu longas entrevistas e discursos de Fidel Castro e forneceu comunicação radiotelefônica entre as colunas rebeldes em toda a região. A expansão do número de rebeldes e empreendimentos militares mais ambiciosos para longe da base do grupo em Sierra Maestra significavam que cada coluna de combate precisava de seu próprio equipamento de rádio. Eventualmente, 32 estações Rebelde estavam operando em toda Cuba. As estações transmitem todas as noites, com cada transmissão começando com a declaração em voz alta "¡Aquí Radio Rebelde!" ("Aqui está a Rádio Rebelde!"), Que continua sendo a saudação de marca da emissora até os dias atuais, seguida do Hino Nacional Cubano e do hino de 26 de julho.
Em 9 de abril de 1958, a transmissão da estação convocou os trabalhadores do país a entrarem em uma greve geral. Rebelde também transmitiu as primeiras reportagens de que a coluna de Guevara havia tomado Santa Clara na véspera de ano-novo de 1958 e, na primeira manhã do ano-novo, Fidel fez um chamado para outra greve geral. Durante a transmissão, ele rejeitou qualquer tentativa dos militares cubanos de substituir Fulgencio Batista por um golpe de estado e instou sua força revolucionária a avançar para as cidades de Havana e Santiago. Suas palavras finais foram "¡Revolución Sí, Golpe Militar No!" (Revolução sim, golpe militar não!). Em poucas horas, o exército se rendeu totalmente. Por sua vez, as emissoras venezuelanas tiveram a iniciativa de retransmitir as partes bélicas da Rádio Rebelde através da Rádio Rumbos e da Rádio Continente, o que permitiu conhecer os avanços da guerrilha castreja e os reveses do ditador Batista.